# Mary Andross
Mary Andross (15 marca 1893 w Irvine, zm. 22 lutego 1968) – szkocka chemiczka żywności. Jedna z pionierek dietetyki.

## Życiorys
Urodziła się 15. marca 1893. w Irvine w Szkocji. Studiowała anatomię, chemię organiczną, zoologię, filozofię przyrody i fizjologię na University of Glasgow. W 1916 roku otrzymała licencjat i podjęła studia podyplomowe u George'a Geralda Hendersona. Podczas I wojny światowej pracowała jako nauczycielka w Irvine Royal Academy oraz w departamencie zajmującym się gazami trującymi. Po zakończeniu wojny została zatrudniona jako asystentka na wydziale chemii w University w Glasgow. W 1923 roku została wykładowcą Science Department, a od września 1924 w Glasgow and West of Scotland College of Domestic Science. Pracowała tam do 1965, od 1940 roku samodzielnie kierując tym wydziałem. Wprowadziła szkolenie z zakresu dietetyki i prace nad składem chemicznym produktów żywnościowych. Wyniki badań publikowała w czasopismach naukowych, lokalnych gazetach i, także, na ulotkach.
Andross była od 1951 roku członkiem Royal Institute of Chemistry, od 1964 roku Institute of Food Science and Technology oraz członkiem Nutrition Society i Society of Chemical Industry. Podczas II wojny światowej Andross prowadziła badania nad znalezieniem źródeł witaminy C i zachęcała ludność do zwiększenie jej spożycia. Promowała też konserwowanie owoców i warzyw.